# 사랑과 진실 (만화)
《사랑과 진실》(愛と誠 아이토마코토[*])는 가지와라 잇키가 글을 쓰고 나가야스 다쿠미가 그림을 그린 일본 만화이다. 1973년부터 1976년까지 주간 소년 매거진에 연재됐으며 영화, 텔레비전 드라마, 라디오 드라마로도 만들어졌다.

## 영화
《아이와 마코토》는 2012년 6월 16일에 개봉된 일본 영화이다. 2012년 칸 영화제 미드나이트 스크리닝 부문 정식 출품 작품으로 《13인의 자객》의 미이케 다카시가 감독, 《악인》의 츠마부키 사토시가 주연을 맡았다.
캐치프레이즈는 악마와 사랑에 빠진 천사.
2012년 6월 16일, 17일 이틀 간의 개봉 첫 주 박스오피스에서는 11위를 차지했다.

### 출연진
- 츠마부키 사토시 - 다이가 마코토
- 타케이 에미 - 사오토메 아이
- 사이토 타쿠미 - 이와시미즈 히로시
- 안도 사쿠라 - 가무코
- 이하라 츠요시
- 마에다 켄 - 선생
- 히토토 요 - 사오토메
- 이치무라 마사치카 - 사오토메